# Darwin (mesto)
Darwin je glavno mesto države Severni teritorij v Avstraliji. Ime je dobilo po slavnem britanskem raziskovalcu Charlesu Darwinu, ki je na potovanju z ladjo HMS Beagle kraj obiskal 9. septembra 1839. Mesto se nahaja na severu Avstralije ob timorskem morju, znano je postalo med drugo svetovno vojno, ko je večkrat zapored postalo tarča japonskih zračnih napadov. Od takrat do danes se je majhno pionirsko mesto razvilo v sodobno multikulturno metropolo z več kot 124.000 prebivalci.

## Zgodovina
Prvi prebivalci območja na katerem zdaj stoji mesto so bili Aborigini in jezikovne skupine Larrakia, ki so imeli številne trgovske povezave z južno Azijo in notranjostjo Avstralije. Prvi Evropejci, točneje Nizozemci, so območje obiskali leta 1600 med raziskovanjem severne avstralske obale. Nato je območje mesta ponovno postalo pozabljen dokler ga ni, 9. septembra 1839, ponovno odkril poročnik John Lort Stokes iz raziskovalne ladje HMS Beagle. Kapitan ladje je zaliv v katerem se je ladja zasidra poimenoval Darwin, po angleškem raziskovalcu in utemeljitelju evolucije Charlesu Darwinu.
Petega februarja 1869 je bilo ob zalivu ustanovljeno prvo naselje poimenovano Palmerstone. Leta 1970 je v tej majhni postojanki na severu Avstralije prišlo do pravega razcveta. Delavci so med gradnjo trans avstralskega telegrafske linije naleteli na zlato. Novico se je hitro razširila in v naslednjih mesecih povzročila pravo zlato mrzlico, ki je v naslednjih desetletjih krojila usodo mesta in okolice. Leta 1911 se je mesto preimenovalo v Darwin. Med letoma 1911 in 1918 so mesto zaznamovali številni upori sindikatov. Najhujši so bili leta 1918 ko je kakih 1.000 delavcev zahtevalo odstop glavnega administratorja Severnega teritorija, dogodek je v avstralski zgodovini postal znan kot vstaja v Darwinu.
Po izbruhu druge svetovne vojne je v mesto, zaradi svoje izpostavljene lege, prišlo okoli 10.000 zavezniških vojakov. Devetnajstega februarja 1942 ob 9:57 je v mestu prišlo do prvega zračnega napada. 188 japonskih letal je napadlo pristanišče, bližnje letališče in mestni center. V napadu je bilo ubitih 243 civilistov in vojakov. Prvemu napadu se nato sledili še mnogi drugi. Zaradi svoje strateške lege se je mesto med vojno neprestano razvijalo. Tako je v vojnih letih dobilo cestno povezavo z Alice Springsom na jugu in Mount Isao na jugovzhodu, dobilo pa je tudi vodovod, ki je omogočal nadaljnji razvoj mesta. Uradni status mesta je Darwin dobil na dan Avstralije, 26. januarja 1959.
Petindvajsetega decembra 1947 je mesto prizadel ciklon Tracy, ki je porušil kar 70% poslopij ubitih pa je bilo 71 ljudi. Po katastrofi je bilo evakuiranih 30.000 ljudi od 43.000 kolikor jih je živelo v mestu, s čimer je to postala največja evakuacija civilnega prebivalstva v avstralski zgodovini. V sedemdesetih letih so mesto na novo zgradili, 20 kilometrov južno od mesta pa so postavili novo mesti z imenom Palmerston.
Sedemnajstega septembra 2003 je bila dokončana železniška povezava Adelaide-Darwin.

## Geografija
Mesto se nahaja v državi Severni teritorij ob Timorskem morju. Zgrajeno je na priobalnem pasu, ki obdaja zaliv Darwin. Od glavnega mesta Avstralije je oddaljeno 3.137 km. Zaradi svoje lege predstavlja izhodiščno točko v smeri Azije, hkrati predstavlja tudi turistično izhodišče za nacionalni park Kakadu in Arnhemovo zemljo ter otoka Groote, Eylandt in otočje Tiwi.
Gledano iz zraka ima mesto obliko trikotnika. Pri čemer en krak tvori staro mestno jedro preostala dva pa severno in vzhodno predmestje. Na sredini t. i. trikotnika pa se nahaja mednarodno letališče Darwin in vojaška baza avstralske kraljeve vojske. Dvajset kilometrov od Darwina se nahaja satelitsko mesto Palmerstone, ki predstavlja nekakšno predmestje Darwina in je nastalo zaradi naraščanja št. prebivalcev v Darwinu.
Mesto ima štiri glavne ulice ob katerih se nahaja večina poslovnih hiš in sam center mesta. Te ulice so: Daly Street, McMinn Street, Mitchell Street in Bennett Street. Industrijsko območje pa se v glavnem razteza ob južni avtocesti v smeri Palmerstona. Največji trgovski center pa se nahaja na trgu Casuarina.

## Podnebje
Darwin ima savansko podnebje z izrazitimi sušnimi in deževnimi sezonami. Zaradi tropskega pasu je povprečna temperatura skozi vso leto enaka. Sušno obdobje traja od aprila/maja (zima) do oktobra, v tem času je skoraj vsak dan toplo in sončno popoldan pa vlažnost doseže 30%. Najhladnejša meseca sta junij in julij kjer lahko temperatura pada tudi pod 14 °C, vendar se to zgodi zelo redko.
Deževno obdobje se začne decembra in traja do marca (poletje). To obdobje je večinoma povezano s tropskimi cikloni in monsunskim dežjem. V tem obdobju vlažnost doseže tudi 70%, nebo pa večino časa pokrivajo oblaki. Največ dežja je padlo 16. februarja 2011, in sicer 339,6 mm.
Najbolj vroč mesec je november, čas tik pred deževnim obdobjem. Zardi sušnega obdobja mesto prejme v povprečju največ sončnih ur v celotni Avstraliji, največ sončnih dni pa je med aprilom in novembrom. Mesto se nahaja tudi na območje kjer je statistično zabeleženih največ udarov strel na svetu. Leta 2002 je bilo tako med nekim neurjem zabeleženih kar 1.636 strel.

## Demografija
Po statističnih podatkih iz leta 2006 v mestu živi 42% Avstralcev, 29% Angležev, 9% Ircev, 8% Škotov, 3% Grkov in 2% Italijanov. Mesto je znano po tem, da v njem živi največja populacija Aboriginov.
Največje demografske spremembe je mesto doživelo po drugi svetovni vojni, ko je iz povojne Evrope v Avstralijo prišlo na tisoče evropskih beguncev. V šestdesetih in sedemdesetih letih dvajsetega stoletja so se v mestu večinoma naseljevali migranti iz Grčije in Italije, veliko pa je bilo tudi Nizozemcev in Nemcev. V zadnjih dvajsetih letih pa se povečuje število migrantov iz Azije, leta 2001 jih je bilo v mestu že 9,3%.
Povprečna starost v mestu je 32 let. Najbolj pogosto se govori Angleščina sledijo pa ji Grščina, Italijanščina, Indonezijščina, Vietnamščina ter ostali.

## Gospodarstvo
Gospodarstvo mesta temelji na dveh osnovnih sektorjih: rudarstvo in turizem. V rudarstvu prevladujejo predvsem zlatokopi in rudniki Boksita ter Mangana. Izredno pomembna je tudi energetika. V timorskem morju so velike zaloge nafte in zemeljskega plina v okolici samega mesta pa so tudi nahajališča Urana, ki je ključen element za jedrske elektrarne. Tretja izredno pomembna panoga v mestu je turizem. Ta zaposluje kar 8% populacije mesta, odstotek pa se vsako leto povečuje saj je turizem nenehno v porastu. Kot izredno pomembna se je izkazala železnica po izgradnji katere se je gospodarska rast v mestu še dodatno povečala.
K gospodarstvu mesta prispeva tudi prisotnost avstralske vojske, ki ima v mestu in okolici njega svoje baze. Zaradi dogodkov na Vzhodnem Timorju se je njeno število na začetku prejšnjega desetletja povečalo na 11.000 pripadnikov. V mestu so navzoče tudi različne službe Združenih narodov saj je mesto izhodiščna točka za vse humanitarne dejavnosti v južni Aziji in Vzhodnem Timorju.
Leta 2005 se je v mestu začel projekt s katerim so v mestu povečali športno, turistično in stanovanjsko infrastrukturo.